# کندی (فیلم ۲۰۲۳)
کندی (به انگلیسی: Kennedy) فیلمی هندی محصول سال ۲۰۲۳ و به کارگردانی آنورانگ کاشیاپ است. در این فیلم بازیگرانی همچون راهول بات و سانی لئونه ایفای نقش کرده‌اند.